# Camillo Bonioli
Camillo Bonioli (Lonigo, 17 gennaio 1729 – Padova, 13 novembre 1791) è stato un chirurgo italiano.

## Biografia

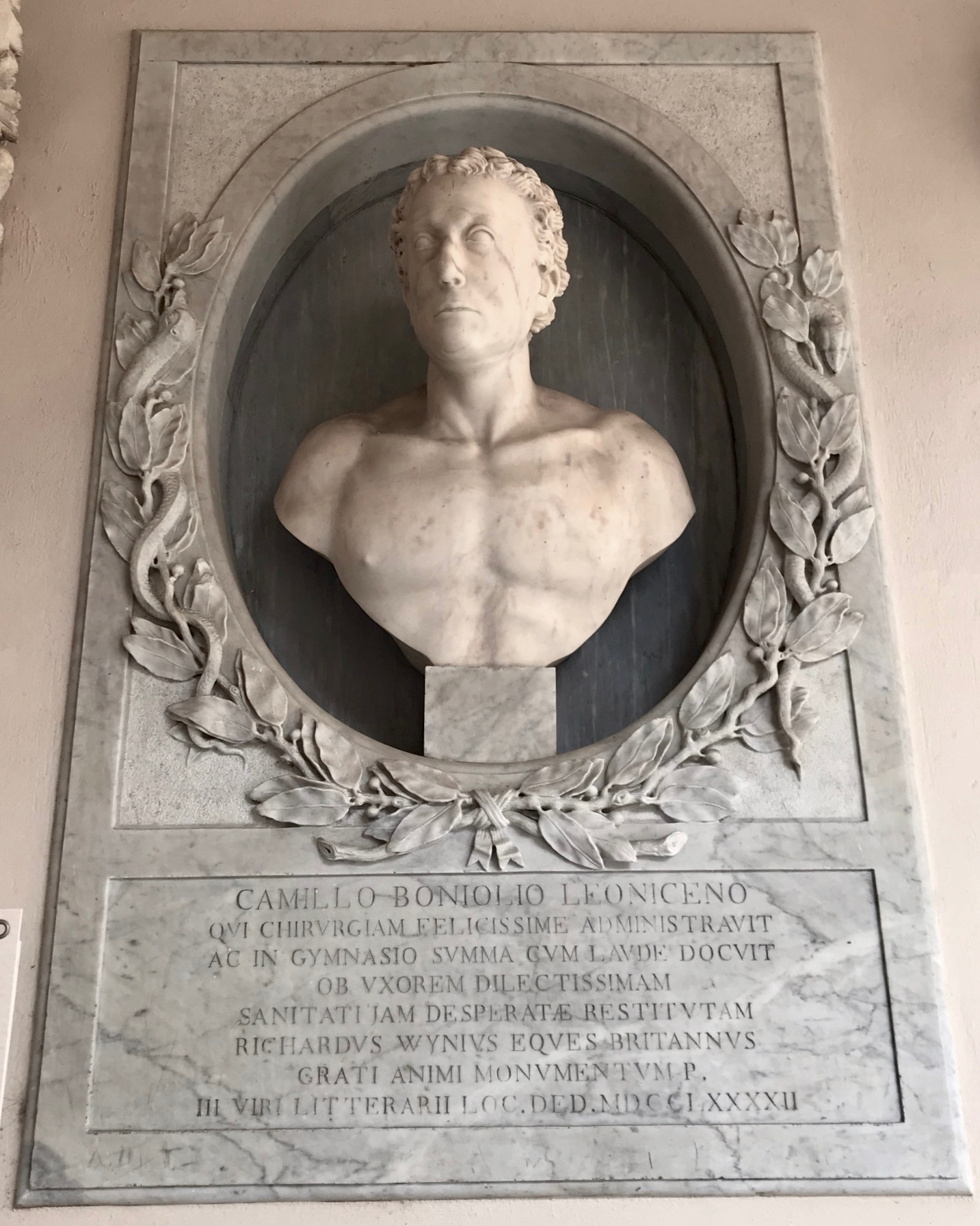
Busto di Camillo Bonioli presso l'Università degli Studi di Padova, Palazzo del Bo.

Laureato all'Università di Padova nel 1750, completò la sua formazione a Firenze e a Bologna.
A Padova, frequentò un corso di anatomia sotto la guida di Giovanni Battista Morgagni e subito dopo si trasferì a Firenze per specializzarsi ulteriormente alla scuola chirurgica dell'ospedale di Santa Maria Nuova. Soggiornò quindi per un mese dal chirurgo bolognese Pier Paolo Molinelli. Tornato a Vicenza, lavorò nell'ospedale cittadino dapprima come chirurgo aggiunto e poi come primo chirurgo, conquistandosi rapidamente un'ottima reputazione.
Insieme al medico Orazio Maria Pagani, sperimentò la sensibilità delle diverse parti del corpo animale.
Nel 1776 fu nominato professore di chirurgia all'Università di Padova, succedendo sulla cattedra a Girolamo Vandelli.
Abile operatore, dotato di solide e aggiornate conoscenze di anatomia e fisiologia, ebbe ampia fama, con pazienti provenienti da tutto il Veneto e anche dall'estero.
Grande didatta, appassionato di oculistica e di medicina legale (negli anni accademici 1779-80, 1785-86, 1787-88 e 1790-91 trattò anche la chirurgia forense) si adoperò presso i riformatori dello Studio di Padova per la creazione di cattedre in tali materie e per la riorganizzazione degli insegnamenti di chirurgia.
Pur essendo stato una delle figure eminenti della chirurgia italiana del Settecento, pubblicò relativamente poco, perché sosteneva che il moltiplicarsi delle pubblicazioni scientifiche danneggiava il progresso della scienza.
Nei suoi lavori scientifici trattò di gangrene, di piaghe , di ferite d'arma da fuoco  di oculistica e di "irritabilità", partecipando all'acceso dibattito che la teoria fisiologica di Albrecht von Haller aveva scatenato in tutta Europa. Nei documenti da lui lasciati,conservati all'Accademia di scienze, lettere e arti di Padova, si possono leggere le sue direttive per il medicamento semplice delle ferite, come imparato alla scuola fiorentina, raccomandando il lavaggio con acqua tiepida e il bendaggio con teli puliti, anziché l'uso di pomate e altri liquidi.

## Opere
(elenco parziale)
- Delle parti insensibili ed irritabili degli animali. Discorso teorico-pratico  (in collaborazione con Orazio Maria Pagani, Occhi, Venezia, 1757
- Dissertazione medico-chirurgica intorno alla malattia d'un braccio e d'una mano dissecati naturalmente in guisa di mummia, Savioni, Venezia, 1767
- Trattato delle malattie dell'occhio (inedito), Padova, 1785
- Memoria sopra le gangrene, nella quale si dimostra come sia inutile e dannoso il metodo volgare di cura sì riguardo ai tagli, demolizioni, adustioni ec. come all'uso interno della china, riconosciuta indistintamente come uno specifico in siffatti mali, in Saggi scientifici e letterarj dell'Accademia di Padova, Tomo I, pag. 16-40, Padova, 1786
- Memoria sopra l'opinione comune, che non possano guarirsi senza pericolo le piaghe vecchie, e che in alcuni edemi delle gambe non debba farsi uso delle fasciature in Saggi scientifici e letterarj dell'Accademia di Padova, Tomo II, pag. 43-72, Padova, 1789
- Ricerche critiche sopra le ferite d'arme a fuoco in Saggi scientifici e letterarj dell'Accademia di Padova, Tomo IV, P.I, Venezia, Bettinelli, 1794
- Memoria del Sig. Camillo Bonioli Sopra le Marcie in Saggi scientifici e letterarj dell'Accademia di Padova, Tomo III, P.I, Venezia, Bettinelli, 1794
- Sui Getti emorroidarj in Memorie della Accademia di Scienze, Lettere ed Arti di Padova, pp. 1–21, Padova, Zanon Bettoni, 1809